# Pseudapoderus bifasciatus
Pseudapoderus bifasciatus es una especie de coleóptero de la familia Attelabidae.

## Distribución geográfica
Habita en Camerún, Guinea, Nigeria, Sudáfrica, Togo y República Democrática del Congo.